# Krzeszowice
Vous pouvez aider à l'améliorer ou bien discuter des problèmes sur sa page de discussion.
- Il ne cite pas suffisamment ses sources. Vous pouvez indiquer les passages à sourcer avec {{référence nécessaire}} ou {{Référence souhaitée}}, et inclure les références utiles en les liant aux notes de bas de page. (Marqué depuis mars 2024)
- Son texte doit être wikifié : il ne correspond pas à la mise en forme Wikipédia (style, typographie, liens internes, liens entre les wikis, etc.). (Marqué depuis mars 2024)
- Sa typographie ne respecte pas les conventions de Wikipédia. Vous pouvez solliciter de l’aide de l’Atelier typographique. (Marqué depuis mars 2024)
- Il présente trop d'images par rapport à sa longueur. Ceci va à l'encontre de l'esprit de synthèse, rend la lecture difficile, et allonge la durée de téléchargement pour les connexions lentes. Voir les recommandations sur les images. (Marqué depuis mars 2024)

- Archive Wikiwix
- Bing
- Cairn
- DuckDuckGo
- E. Universalis
- Gallica
- Google
- G. Books
- G. News
- G. Scholar
- Persée
- Qwant
- (zh) Baidu
- (ru) Yandex
- (wd) trouver des œuvres sur Wikidata

Krzeszowice est une ville située dans le Sud de la Pologne, dans la voïvodie de Petite-Pologne. Elle a été connue internationalement depuis la fin du XVIIIe siècle comme station thermale.

## Géographie
Krzeszowice [kʂɛʂɔvʲit͡sɛ] est une ville du sud de la Pologne, située dans la Petite-Pologne. En 2004, sa population était de 9993 habitants. Krzeszowice appartient à la région métropolitaine de Cracovie et se trouve à 25 kilomètres à l'ouest du centre de la ville de Cracovie. La ville a une gare, sur la route principale de Cracovie et Katowice, et s'étend le long de la route nationale n° 79, qui va de Varsovie à Bytom. En 1928-1966, la ville a le statut d'un spa. Krzeszowice dispose d'un club sportif appelé Swit, fondée en 1923.
En 2008, Krzeszowice a été sélectionné avec 19 villages d'Europe - (Allemagne, Pologne, Italie et Espagne) - pour le film documentaire espagnol "Villages d'Europe" (Pueblos de Europa), produit par Juan Frutos (Couleurs Groupe Communication) et Orange Productions SL.

### Paysages
La ville, située dans la partie sud des hauteurs de Cracovie-Częstochowa, est entourée de nombreuses grottes et de vallées.
Au nord de la ville se trouve le Parc paysager des vallées de Cracovie (pl). Au sud se trouve le Parc paysager de Tenczyński (en). Ces deux parcs sont gérés par le Complexe de parcs paysagers de la Voïvodie de Petite-Pologne (pl), créé en 2009.

## Histoire
La première mention de Krzeszowice date de 1286, lorsque l'évêque de Cracovie, Paweł de Przemankowa, a permis à un homme du nom de Fryczek Freton de localiser le village de Cressouicy. En 1337, l'église en bois de Saint-Martin se trouvait déjà à Krzeszowice. Au milieu du XVe siècle, il y avait une école et une maison publique. En 1555, Krzeszowice appartenait à Stanisław Tęczynski, puis a été possédée par plusieurs familles nobles - les familles Sieniawski, Opaliński, Czartoryski, Lubomirski et depuis 1816, la famille Potocki.
Au début du XVIIe siècle, les bénéfices de l'eau minérale locale sont découverts par Bernard Bocheński, curé de la paroisse de Krzeszowice, qui les mentionne dans les registres paroissiaux de 1625. En 1778, le prince Auguste Czartoryski inaugure les bains ; peu de temps après les curistes commencent à venir sur place. La construction du Palais Vauxhall a lieu de 1783 à 1786, et en 1819 les Bains Verts ouvrent. Krzeszowice commence à prospérer. La ville est le siège d'un comté de 1809 à 1815 puis de 1855 à1867. Entre 1815 et 1846, Krzeszowice appartenait à la Ville libre de Cracovie, puis à l'Autriche entre 1846 et 1918, au sein du grand-duché de Cracovie, dans le district (Bezirkshauptmannschaften) de Chrzanów.

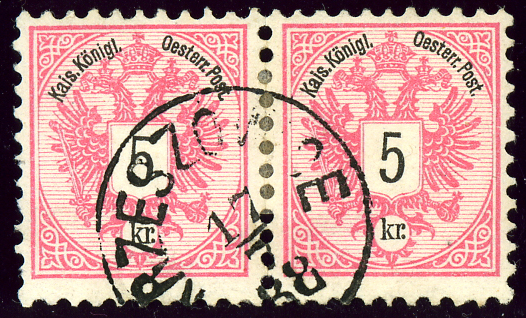
Timbres autrichiens KK de 5 Kreuzer, oblitéré à Krzeszowice en 1888.

## Personnalités nées à Krzeszowice
- Andrzej Potocki (1861-1908), diplomate et haut fonctionnaire au service de l'Empereur d'Autriche-Hongrie ;
- Muki Sabogal (née en 1990), actrice polono-péruvienne.

## Jumelages
- Kispest (Hongrie)
- Chaumes-en-Brie (France)[1]

## Galerie

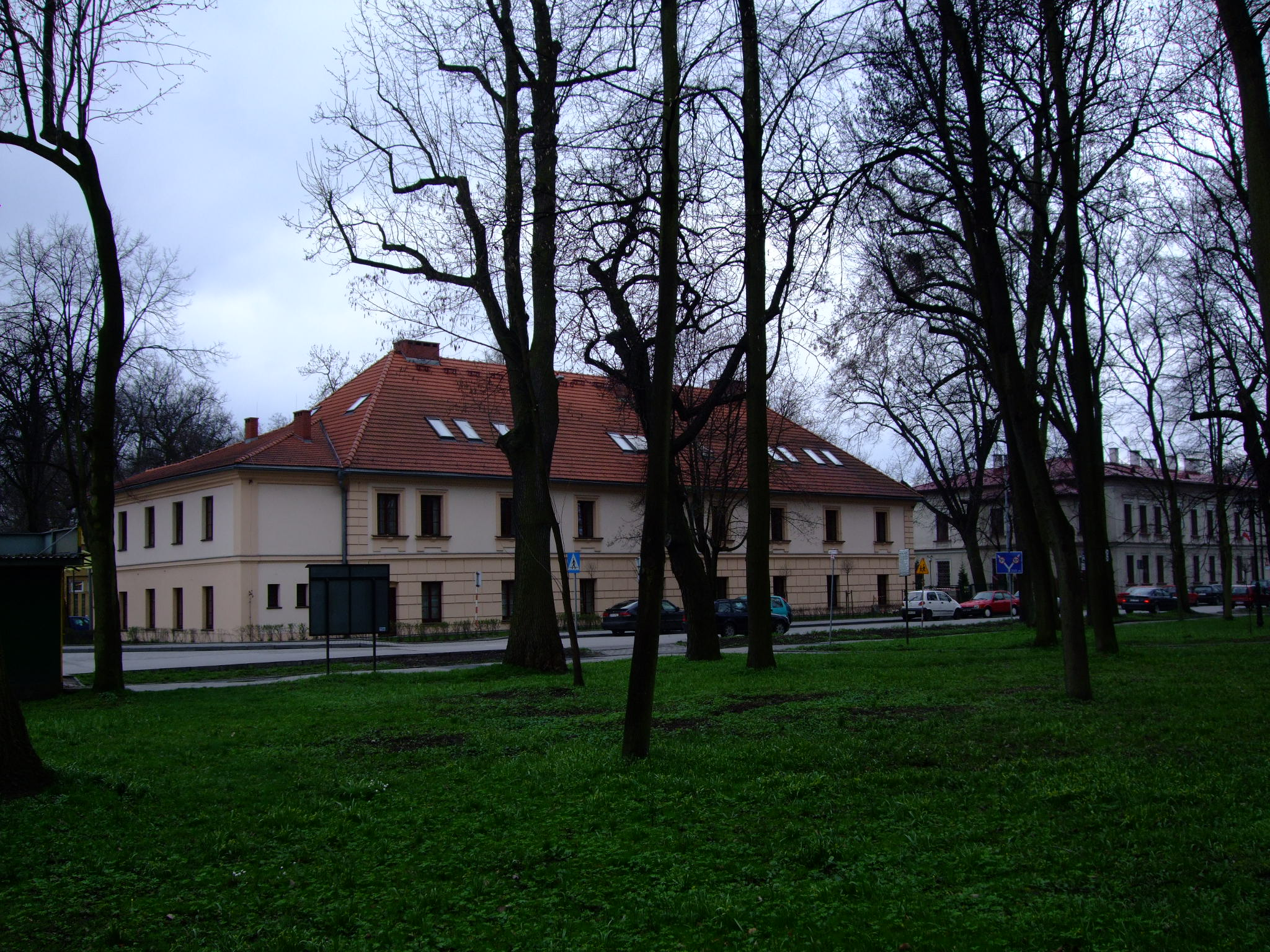
Thermes Łazienki Zofia vues du Parc Bogdacki
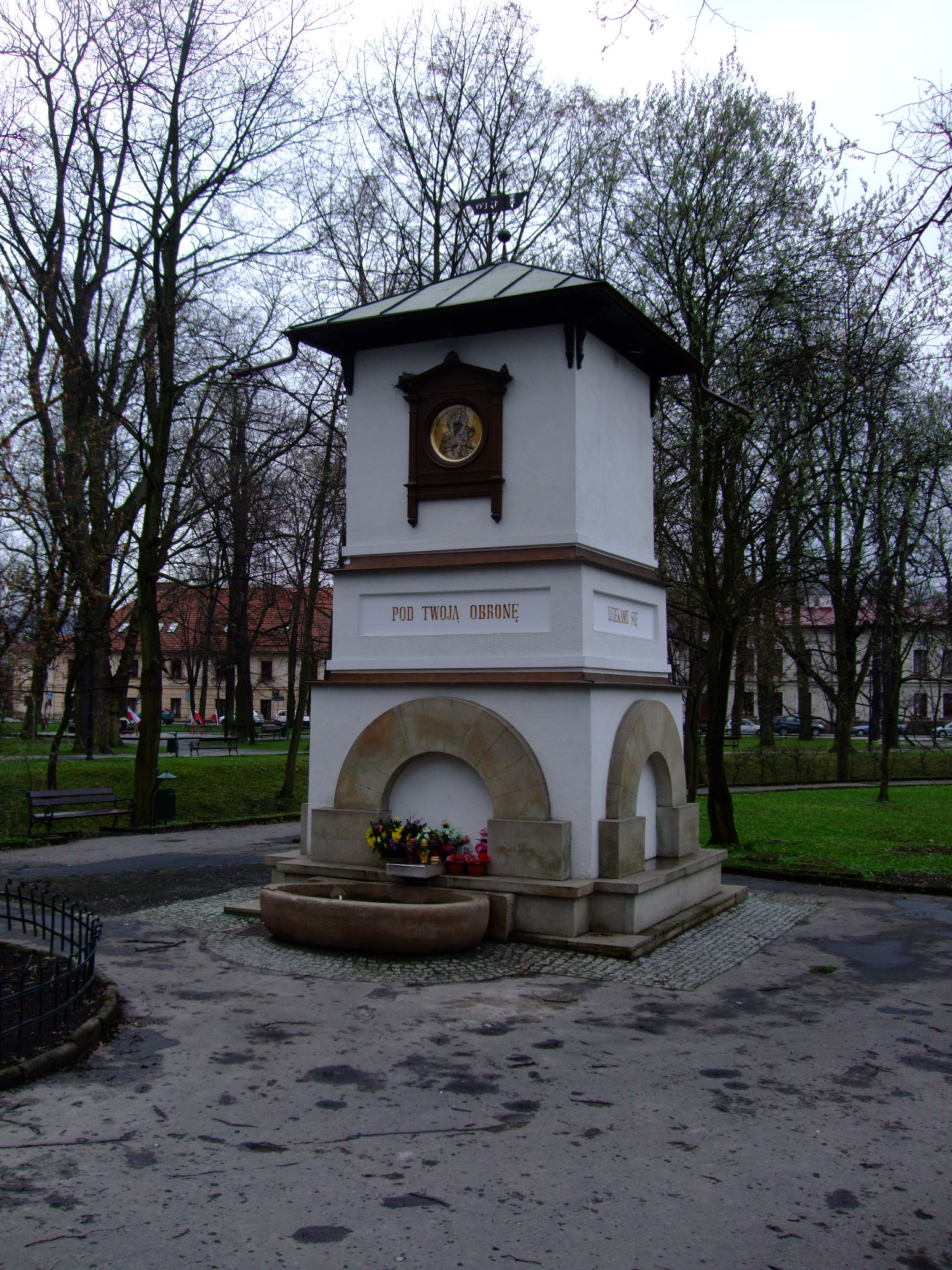
Chapelle avec fontaine d’eau sulfurée
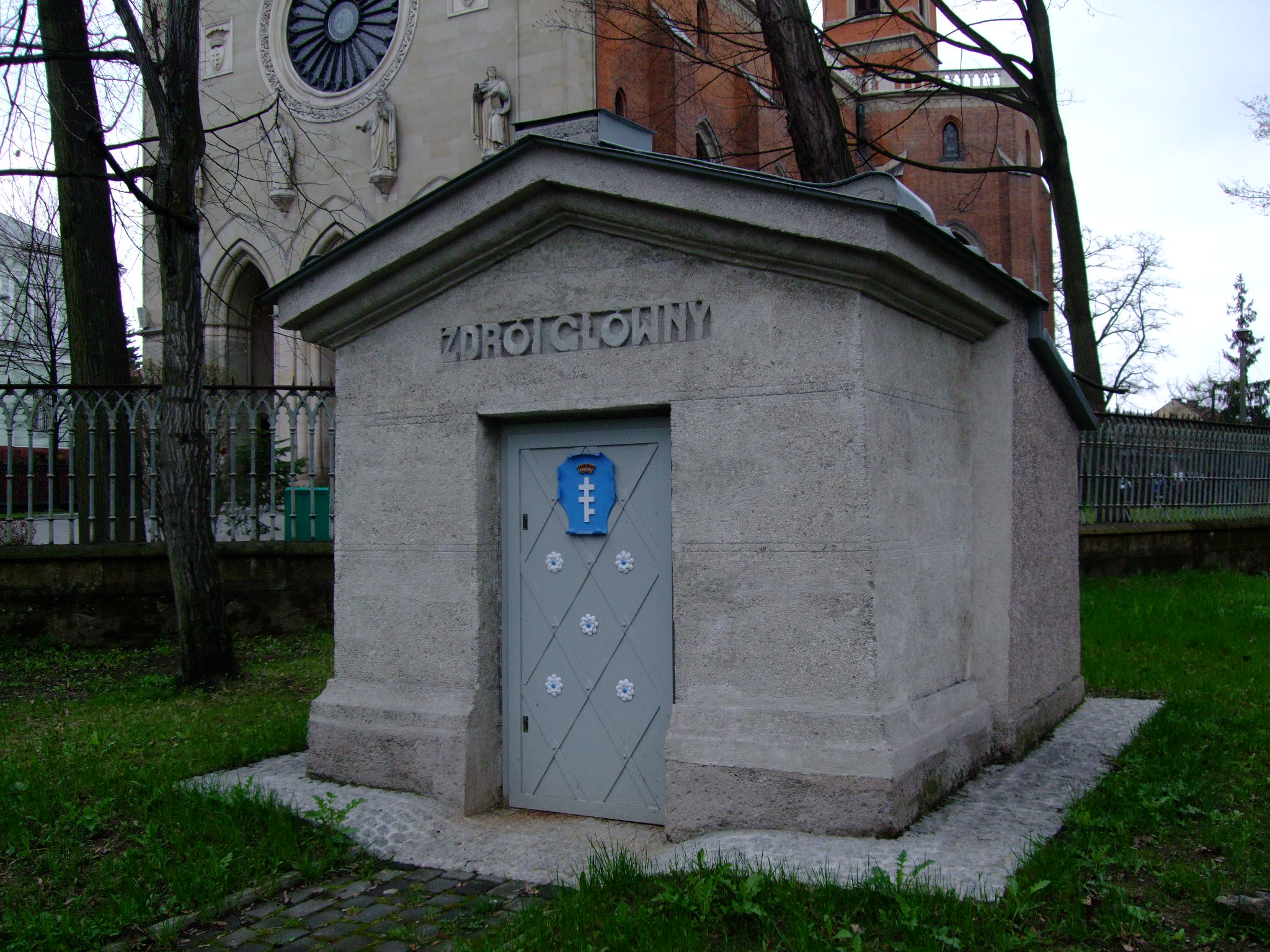
Source centrale.
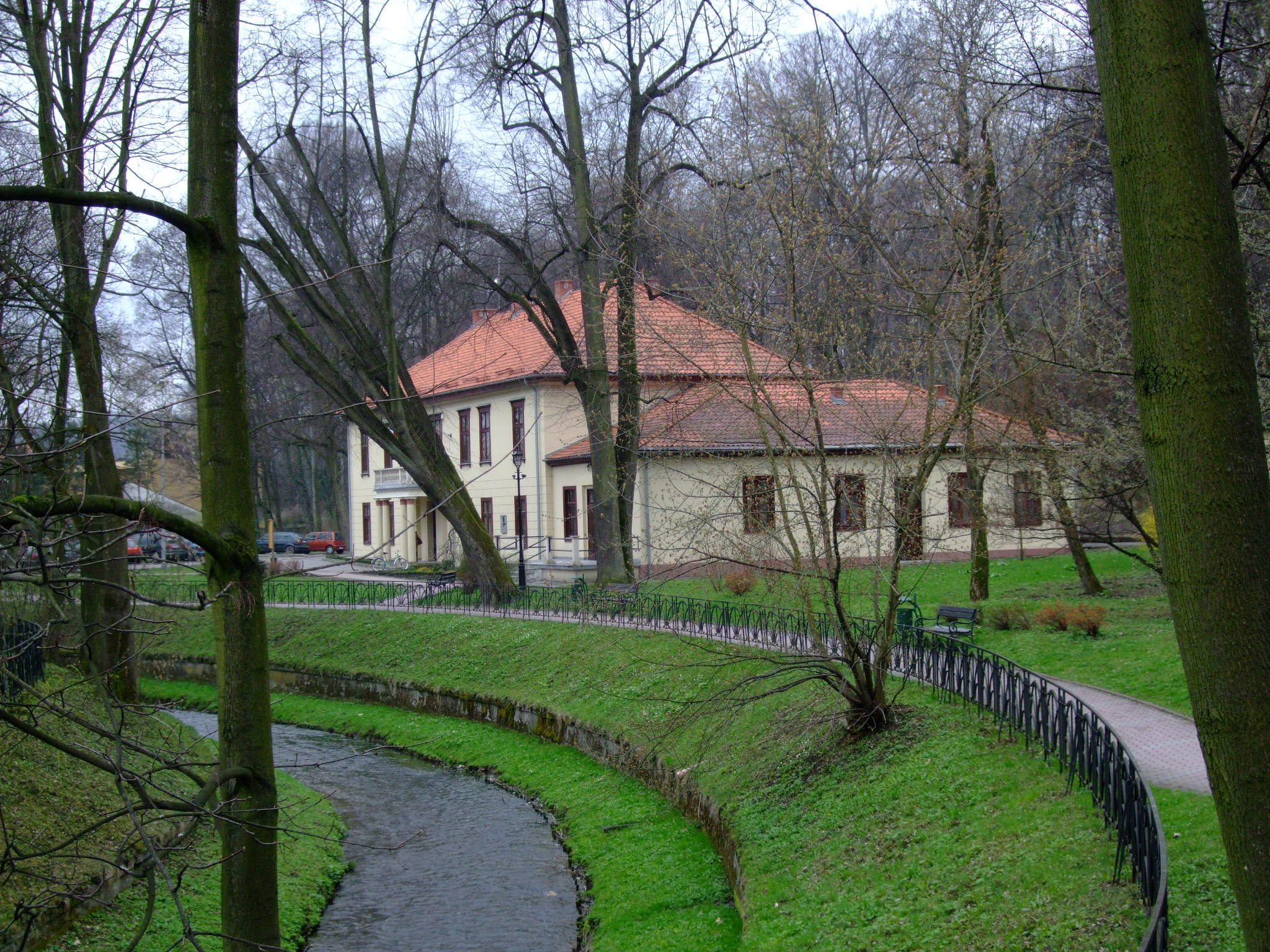
Palais Potocki rue. Ogrodowa
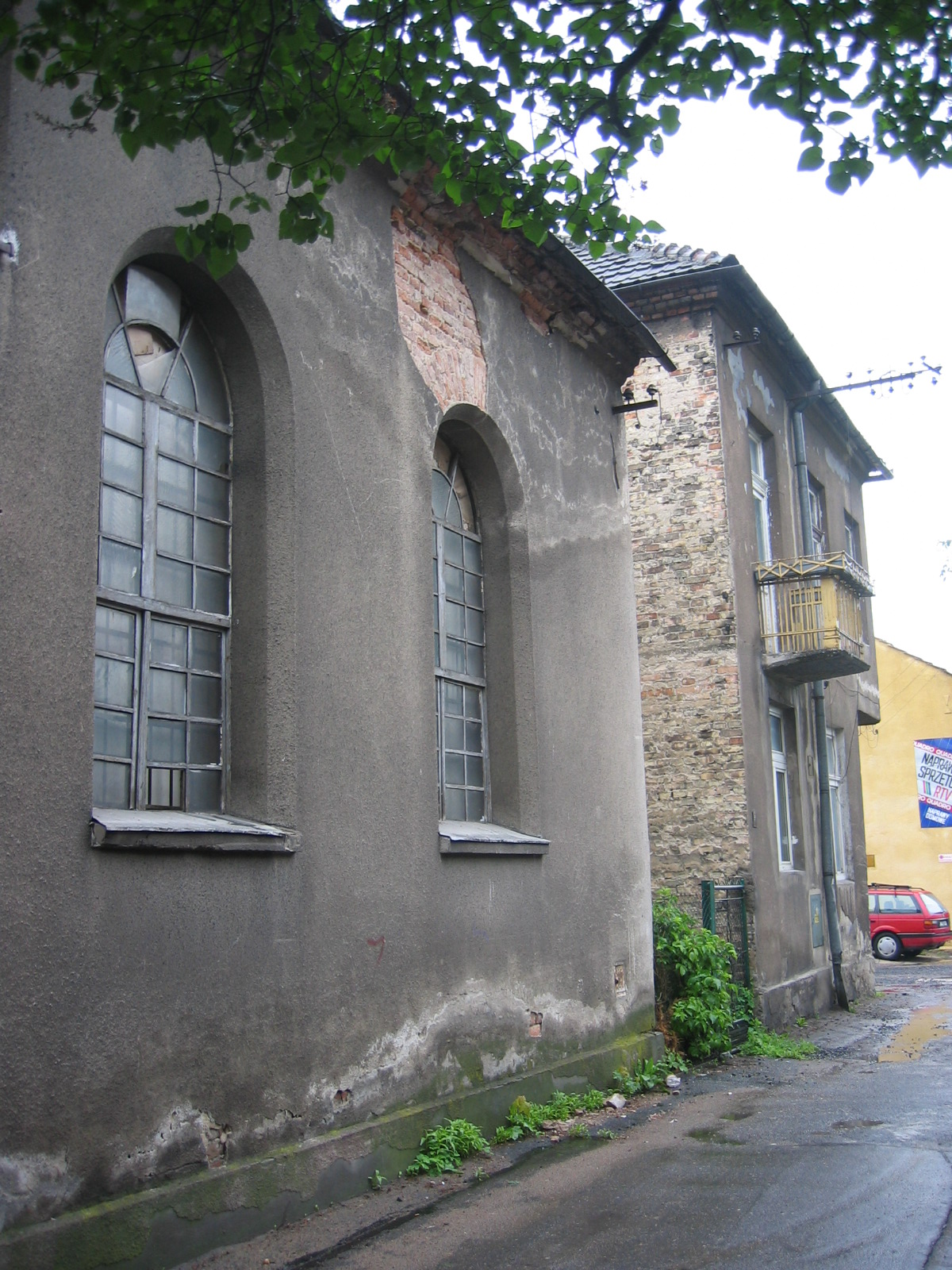
Ancienne synagogue rue Wąska 4
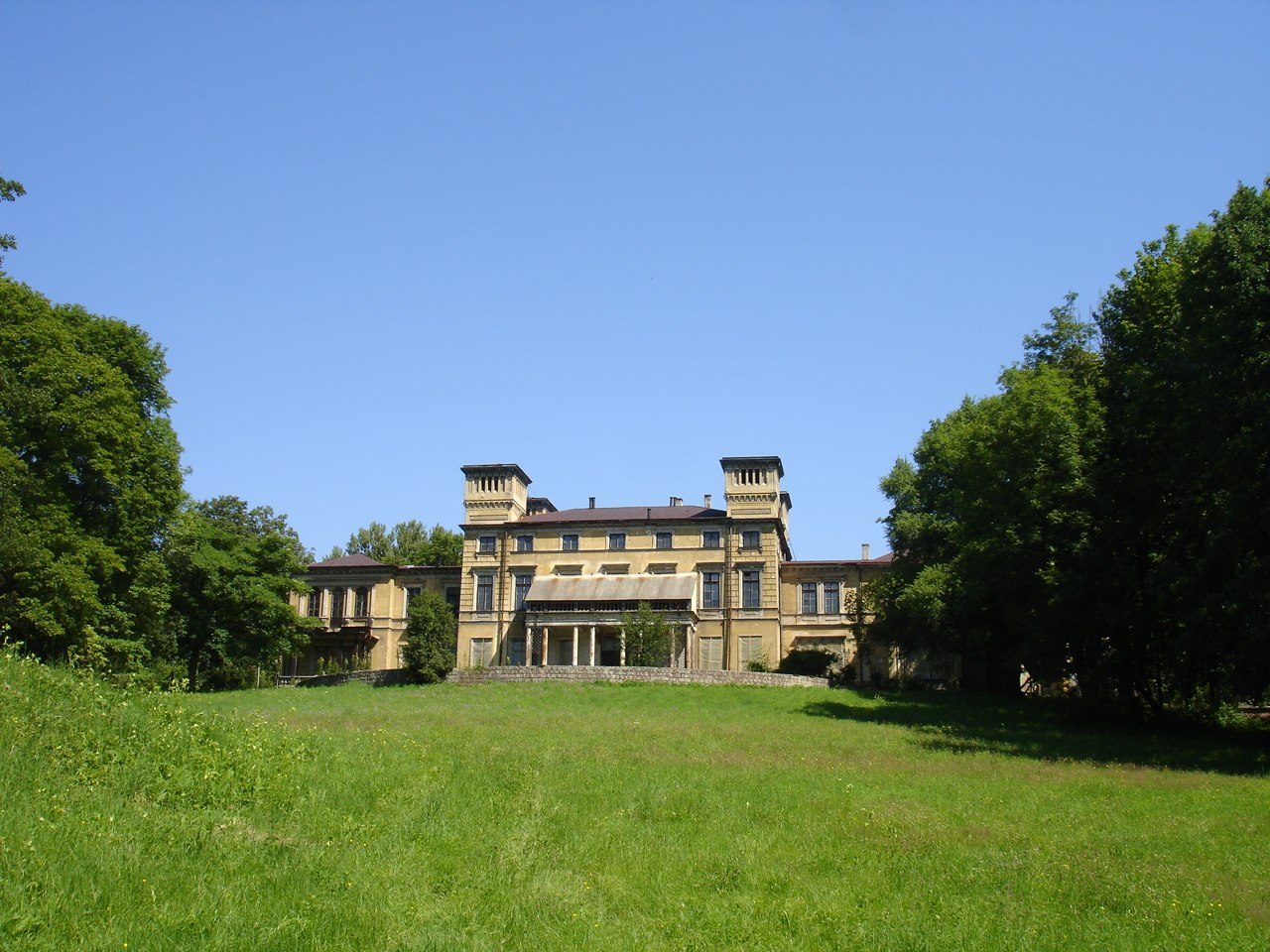
Palais Potocki de Krzeszowice.
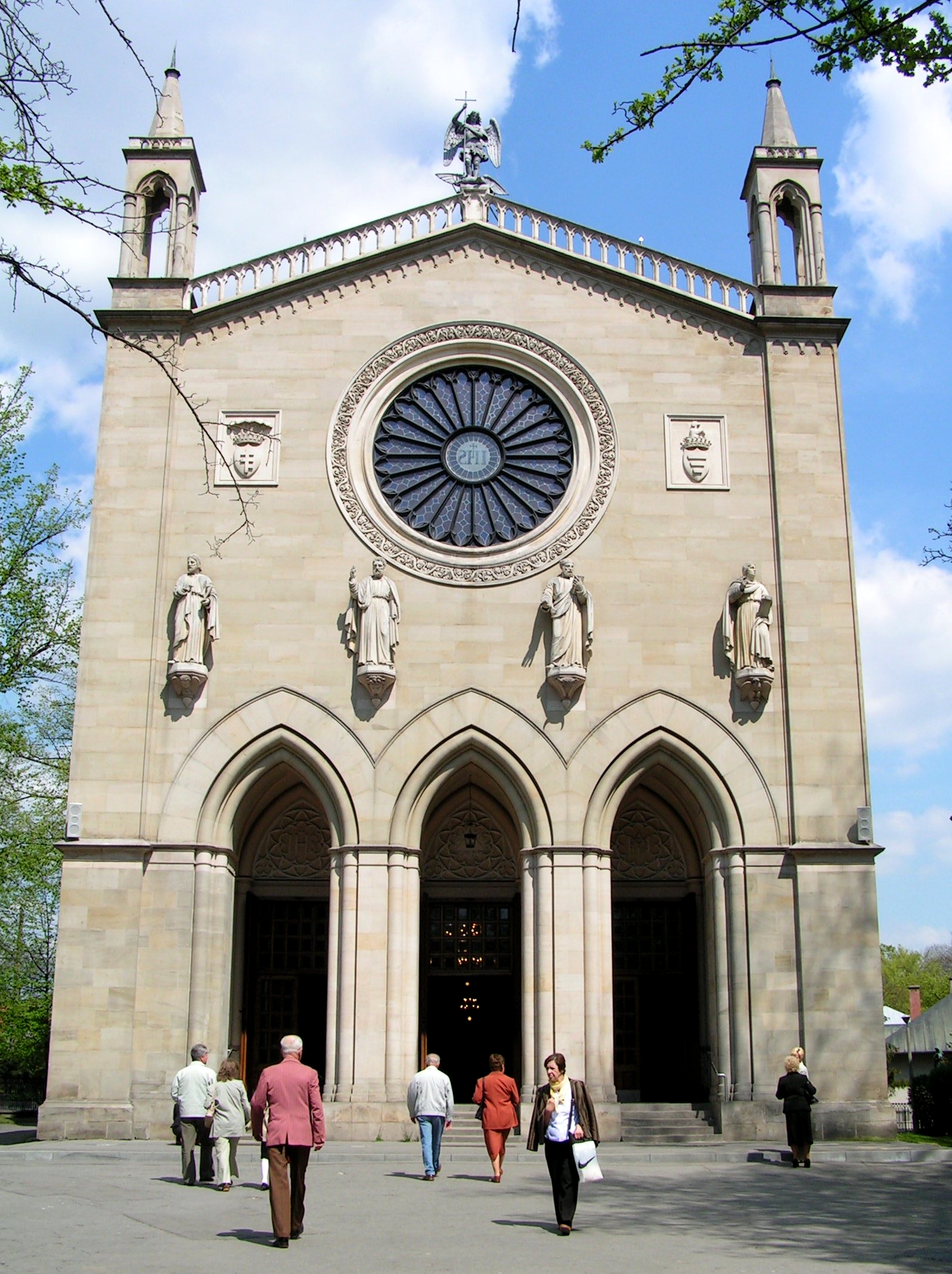
Église Saint-Martin
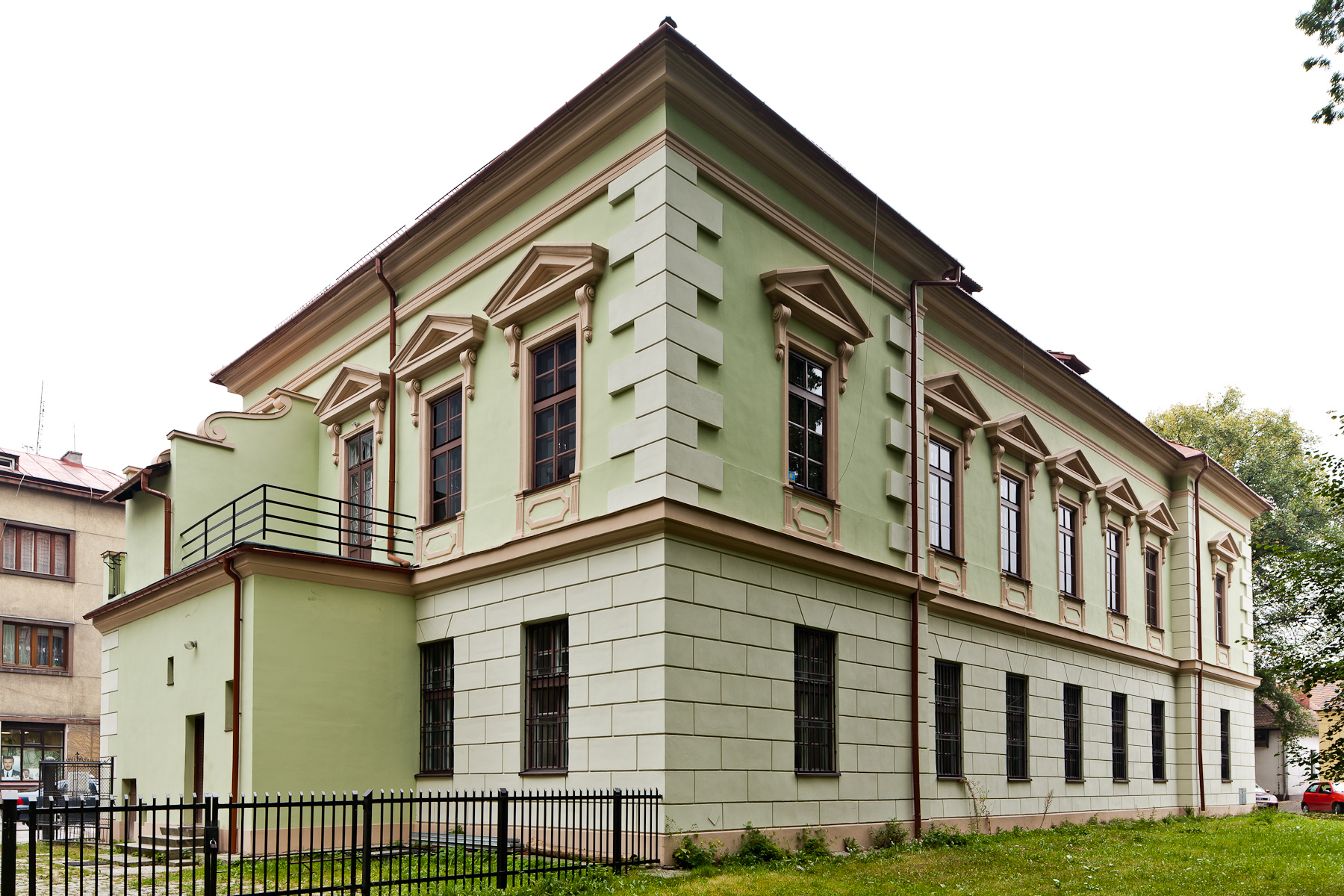
Palais Vauxhall.
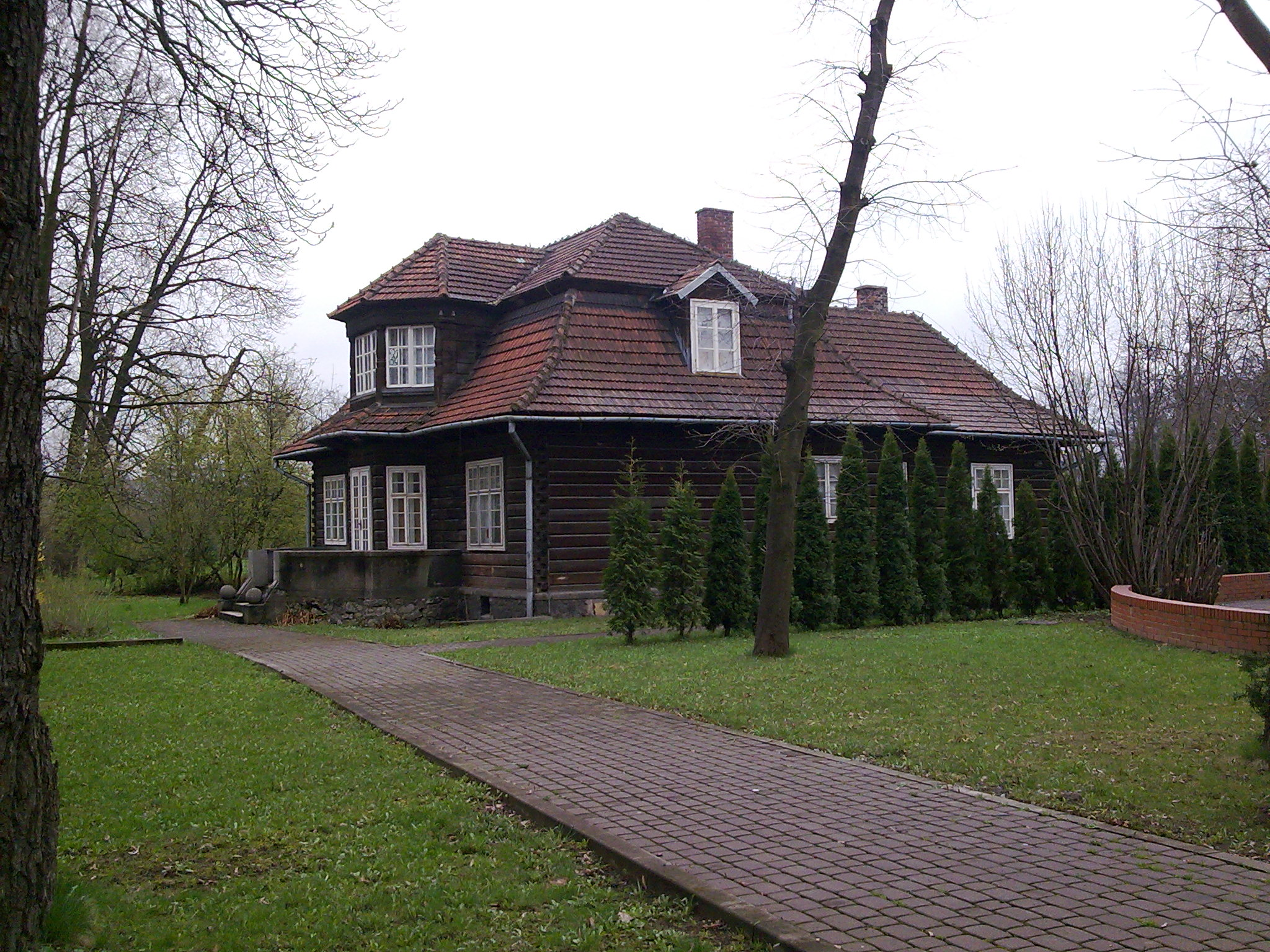
Villa Japonka rue Ogrodowa
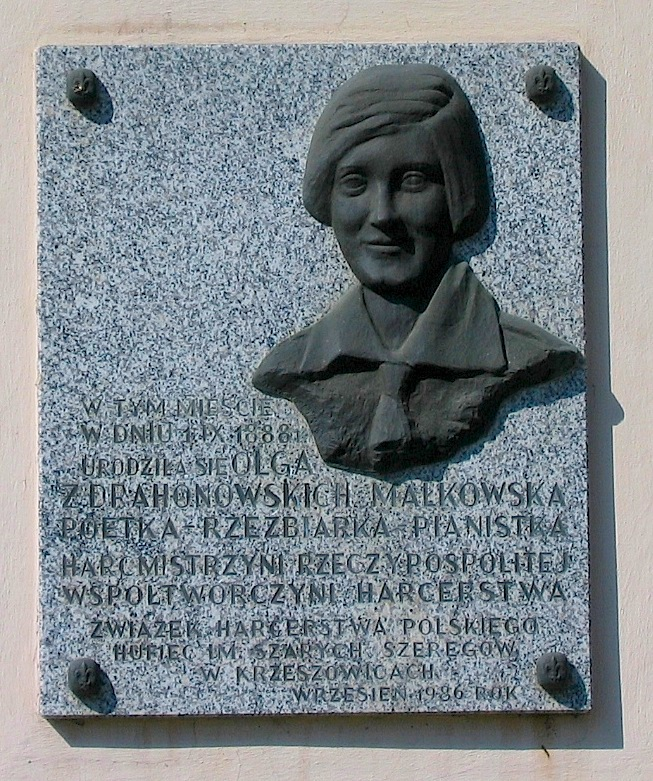
Buste d’Olga Drahonowska-Małkowska
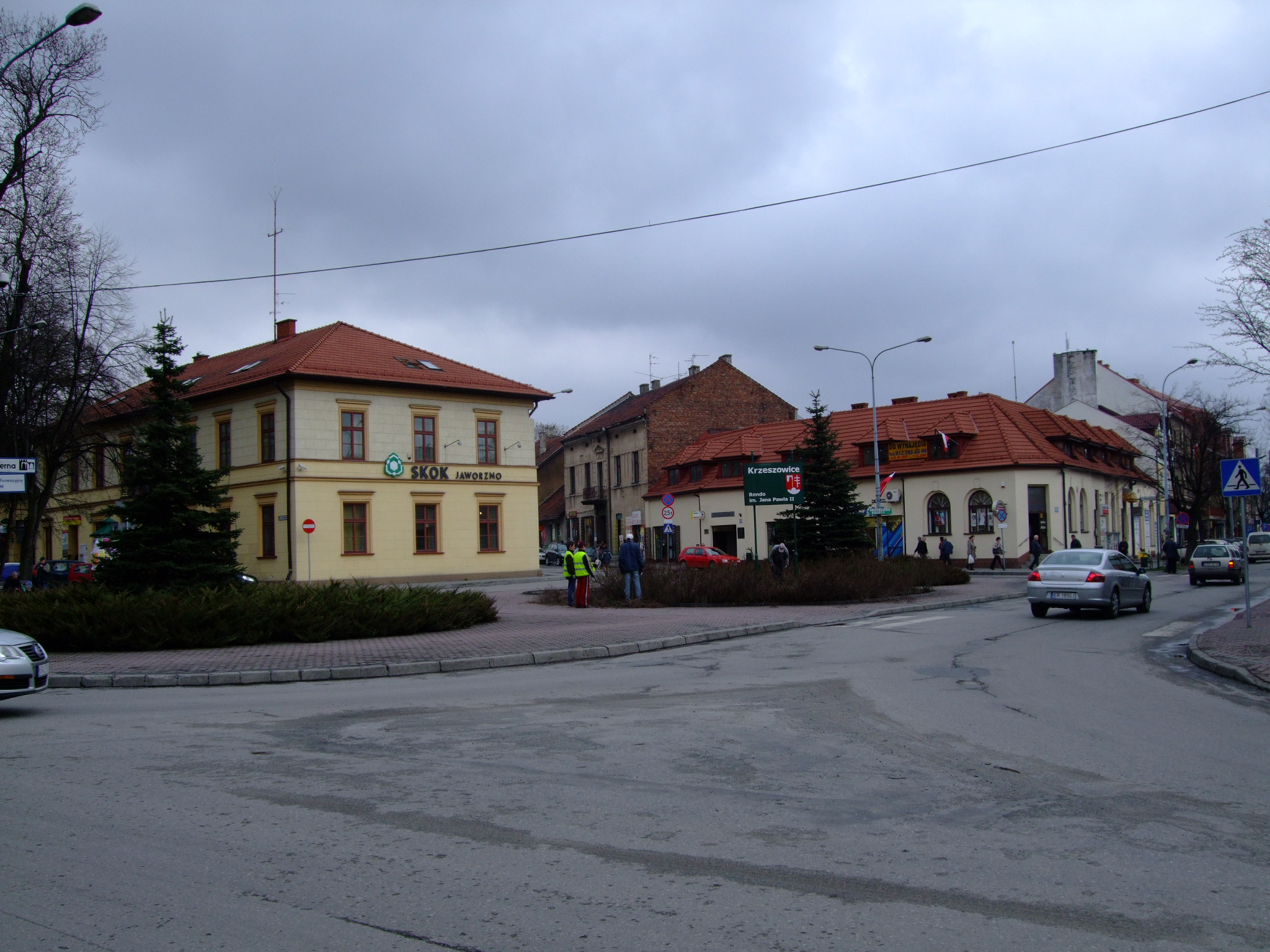
Rond-point Jean-Paul II
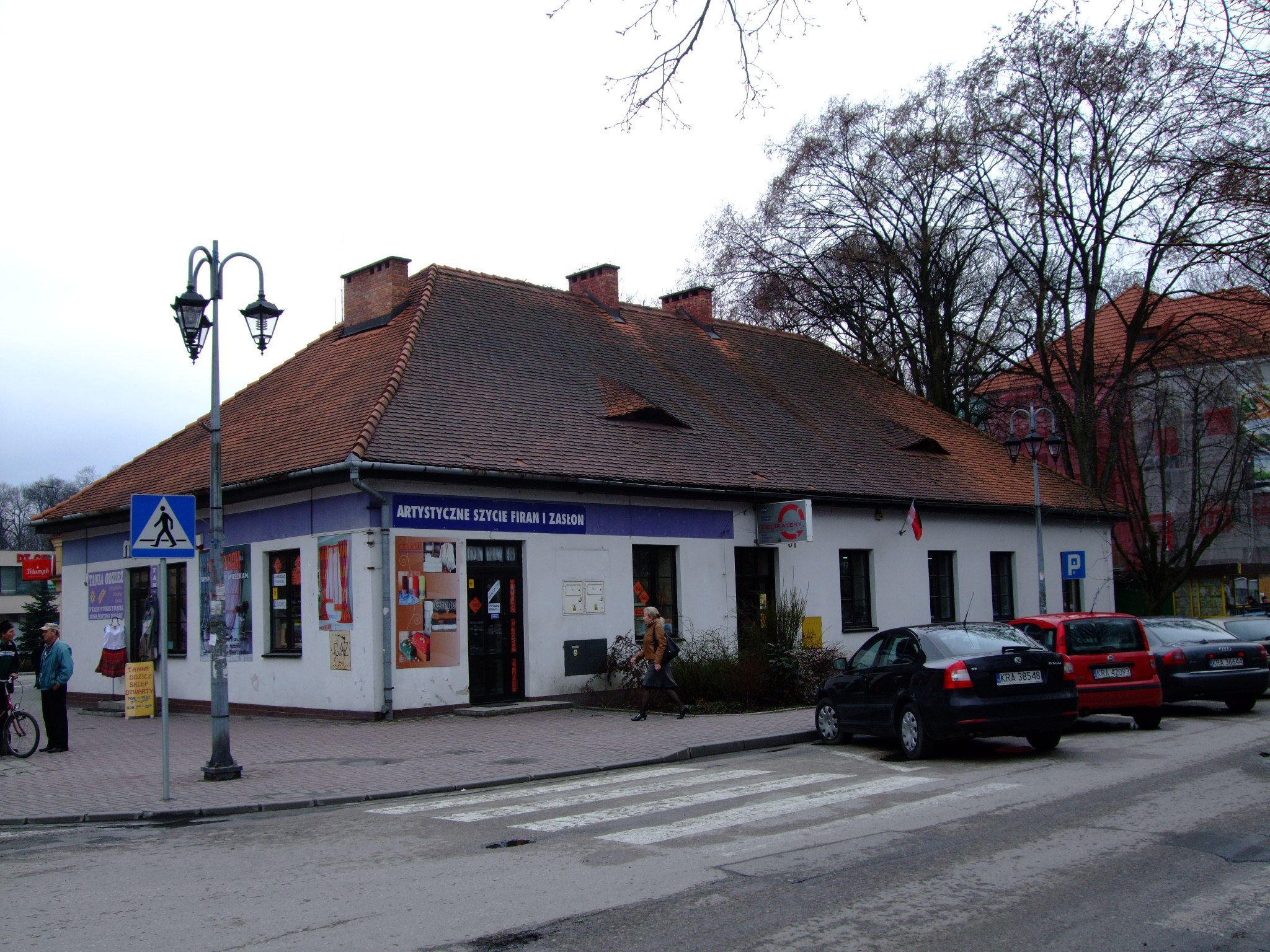
Grand’Place
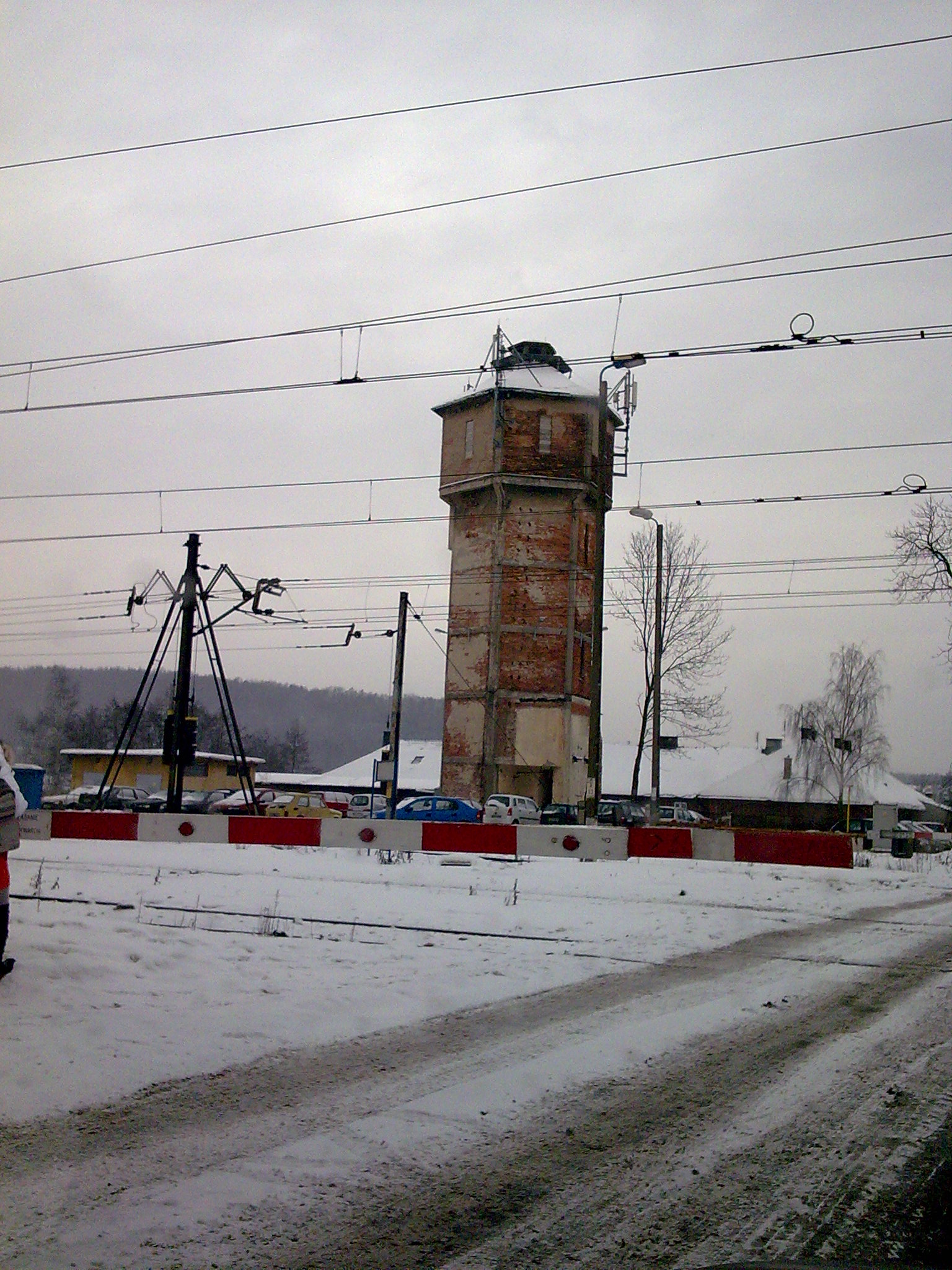
Tour de la Prison, avec émetteur GSM Orange
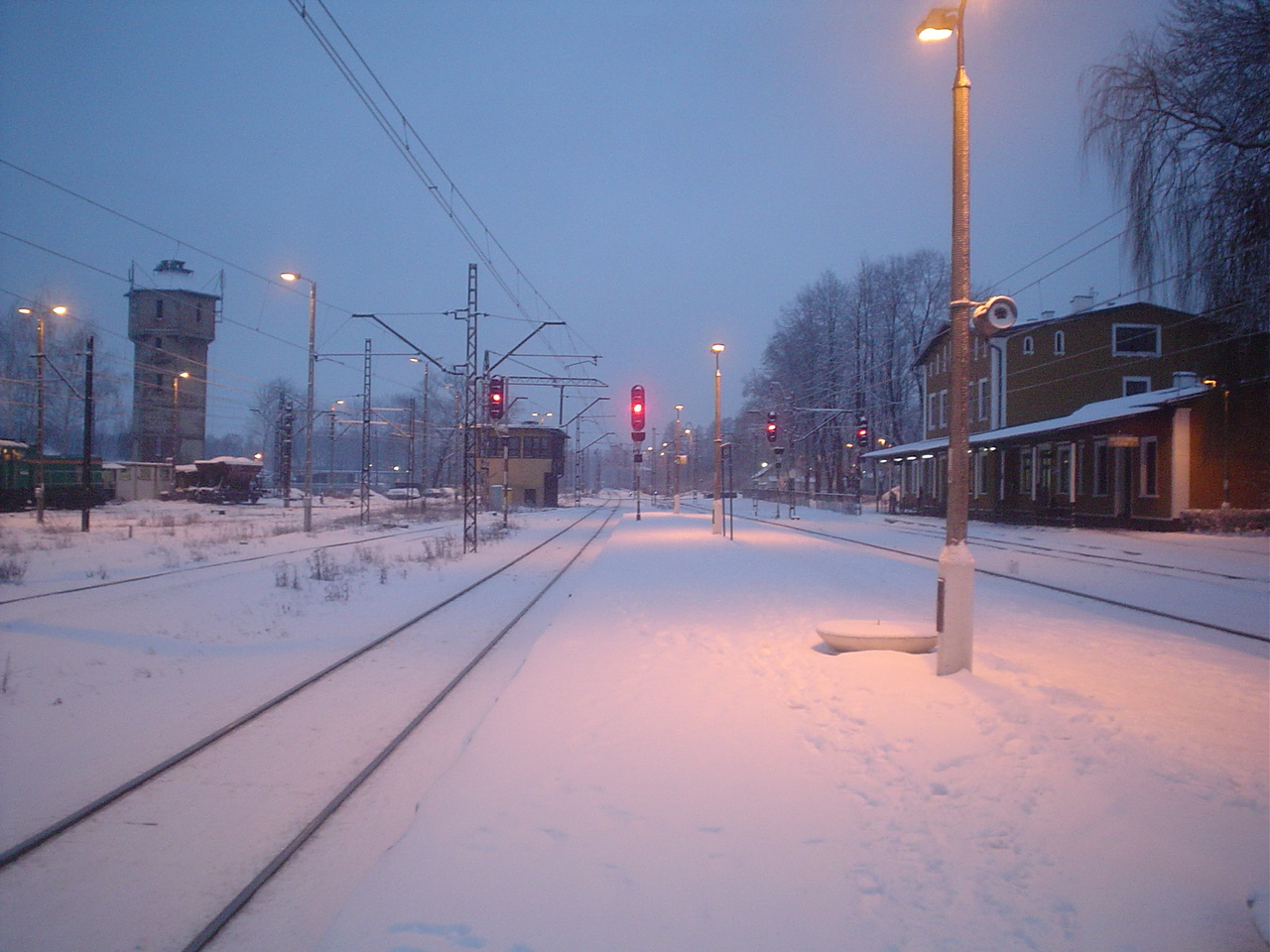
La gare de chemin de fer.
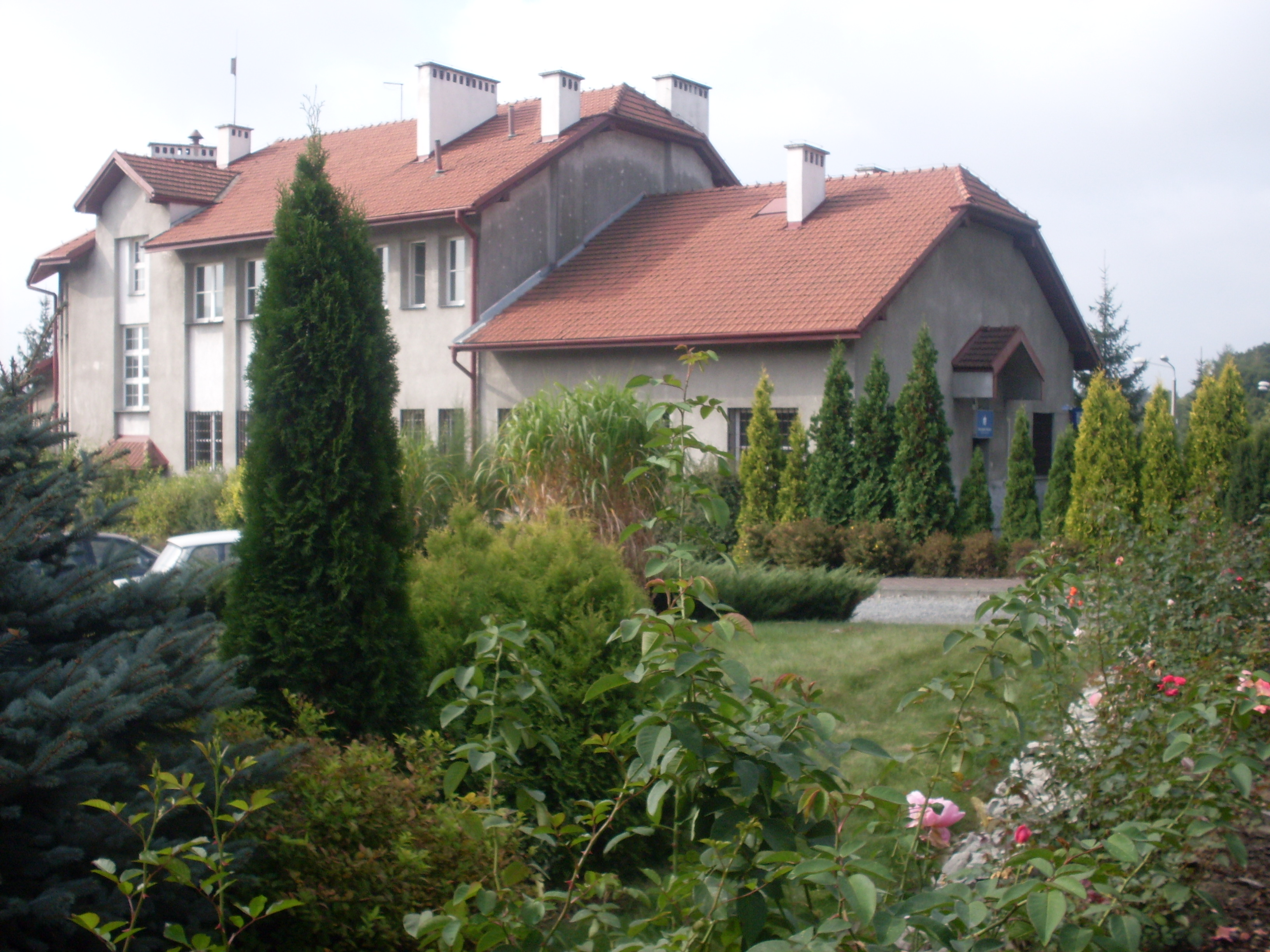
Banque PKO BP avec au premier plan « Salle du Royaume » des Témoins de Jéhovah.
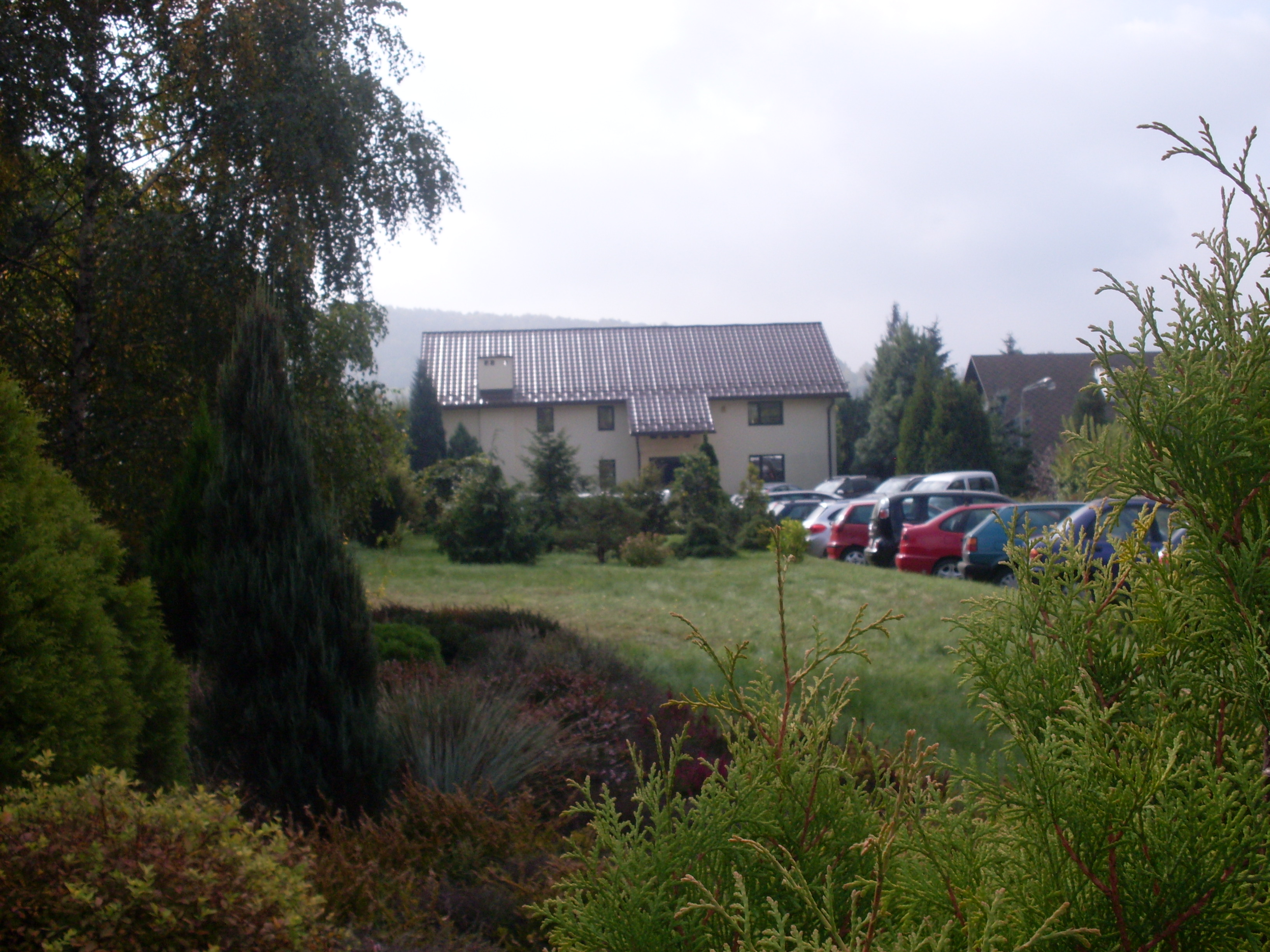
« Salle du Royaume » des Témoins de Jéhovah (rue Kościuszko).
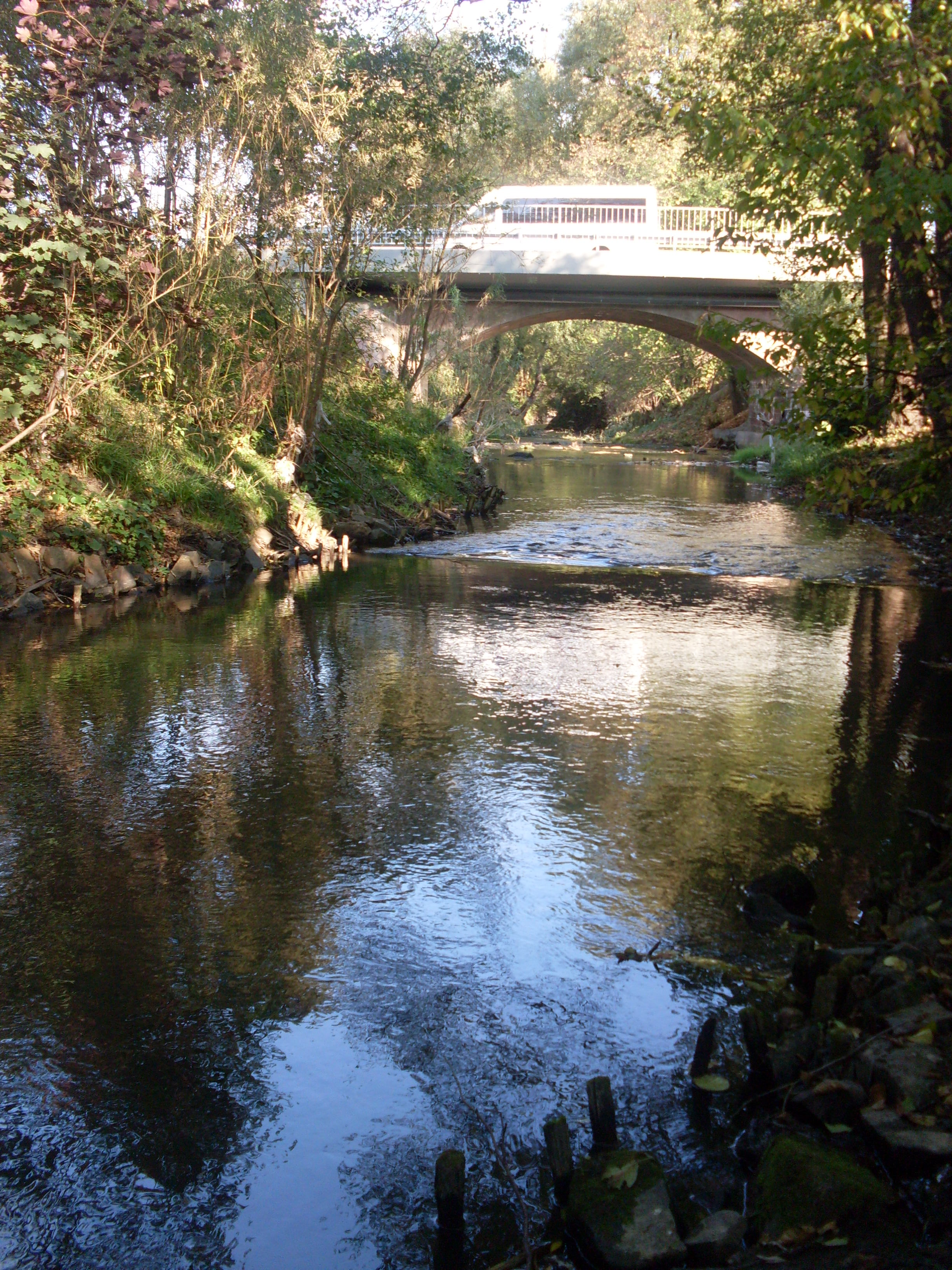
Pont sur la Krzeszówka en direction de Tenczynek.
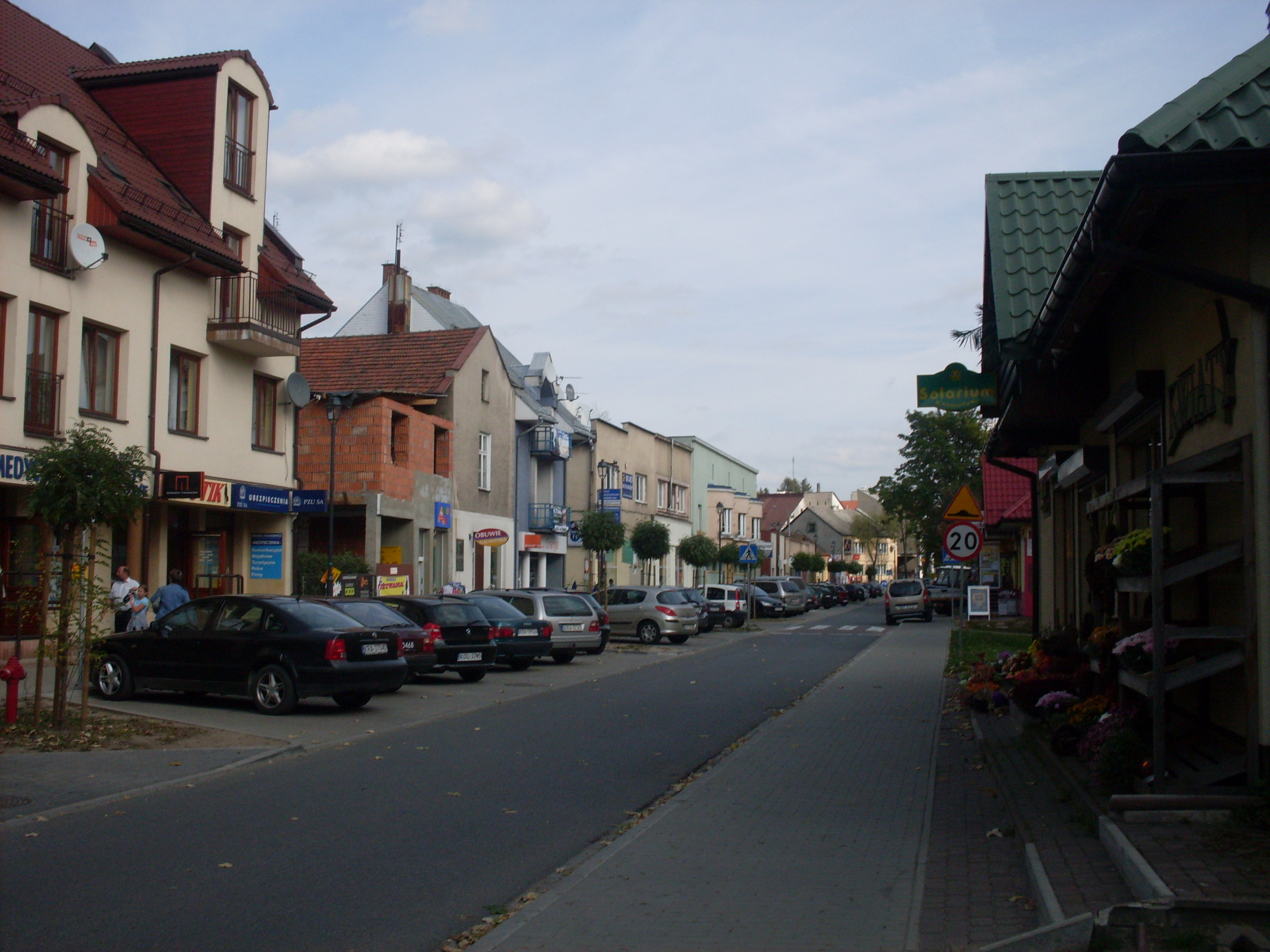
Rue Kazimierz Wyka.
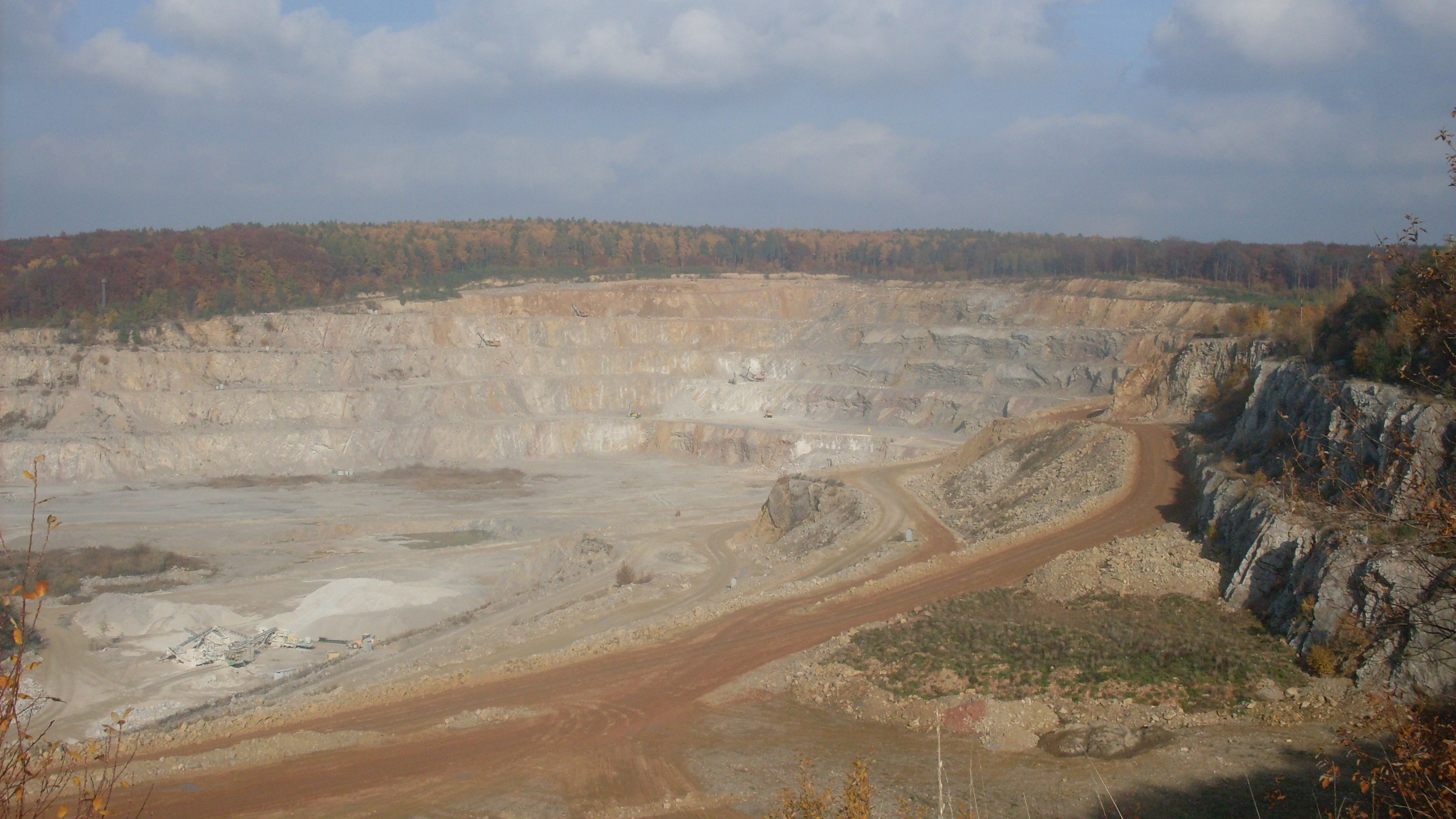
Carrière de Czatkowice.